# Zoilo H. García
Zoilo Hermógenes García Peña (21 de diciembre de 1881 - 11 de diciembre de 1916) fue un ingeniero civil y aviador dominicano. Además de ser un ingeniero prolífico al que se le atribuye la construcción, entre otros edificios, del primer teatro de La Vega, es recordado principalmente por diseñar y volar la primera aeronave dominicana más pesada que el aire en 1911-1912.

## Sus primeros años de vida
Zoilo Hermógenes García Peña nació en La Vega de los señores María Dolores Peña y Don Zoilo García, empresario, general de las fuerzas dominicanas y por un tiempo gobernador de La Vega. Además de ser un exitoso empresario y exportador de cacao y tabaco, su padre es recordado por intentar salvar la vida del presidente dominicano Ulises Heureaux.
García viajó a París para estudiar ingeniería civil y se graduó en 1906 como el primer dominicano en hacerlo. Regresó a La Vega y en 1908 se casó con Luisa Teresa Fernández Pérez. Construyó varios edificios, entre ellos el primer teatro de La Vega.

## Poliplano
Entre 1906 y 1911, García creó el diseño de su propio avión, inspirándose en el Wright Flyer original, en el '14bis' de Alberto Santos Dumont y en los biplanos Voisin y Bleriot. Llamó a su diseño el 'Poliplano', lo que significa 'múltiples alas' debido al diseño que comprendía tres alas.
García intentó crear interés en su diseño y su potencial con el gobierno dominicano, convenciéndolos de respaldar su proyecto y despejando una pista de aterrizaje en el área de Sabana de Pontón de La Vega el 17 de enero de 1911.
Adquirió financiación parcial del gobierno y de su propio bolsillo, y viajó a Long Island, haciendo un pedido para la construcción del Poliplano de acuerdo con sus especificaciones con 'American Airplane Supply House', un fabricante de aviones de Long Island que se especializaba en monoplanos Bleriot. La construcción comenzó el 4 de febrero de 1911 utilizando equipos y piezas utilizadas para los aviones Bleriot.
En julio del mismo año comenzó a tomar lecciones de vuelo con el instructor James Lester Weeks y también contrató a Weeks como instructor de aviación del ejército dominicano. Se hicieron intentos para persuadir a García de que quitara la parte 'poli' del avión y lo reconociera como un 'Monoplano'. Parecía haber rechazado el cambio de nombre, ya que continuamente se hace referencia al avión como 'Poliplano'.
En agosto de 1911, los fabricantes tuvieron problemas con el diseño de García, posiblemente debido a un error de cálculo en el peso del motor Roberts. La construcción se suspendió y García regresó a Santo Domingo.
De vuelta en La Vega, García ayudó a organizar el Centro de Aviación de La Vega con el propósito de abrir una escuela de vuelo una vez que el Poliplano llegara a la isla y así impulsar la industria de vuelo dominicana.
García regresó a Long Island en enero de 1912. La construcción había continuado y el avión se completó el 20 de febrero de 1912. Sus especificaciones están registradas como García Polyplane, motor Roberts de 6 cilindros y 75 caballos de fuerza con hélice Gibson. Los primeros intentos de vuelo en el aeródromo de Nassau Boulevard parecen haber sido un fracaso. El piloto e ingeniero de vuelo Fred Schneider, que había trabajado con los aviones Wright y Curtis, fue citado diciendo que el diseño era el culpable.
Decepcionado, García ordenó desmantelar el avión y enviarlo por barco a la República Dominicana.
 Algunos medios de comunicación dominicanos informaron falsamente que el avión fue destruido en un incendio, pero esto puede ser un malentendido derivado de una tormenta que devastó el aeródromo de Nassau Boulevard el 24 de febrero de 1912, dañando algunos aviones y hangares.

## Intentos de vuelo de La Vega
De vuelta en la pista de aterrizaje de Sabana del Pontón en La Vega, García volvió a armar el avión él mismo. El reensamblaje a menudo se reportaba falsamente como la construcción del mismo.
Usando el conocimiento que había adquirido como piloto, intentó corregir los errores de diseño, tomando el avión en varios vuelos de prueba a lo largo de la pista de aterrizaje de Ponton.
En el diario El Progreso de Santiago apareció un artículo de Rafael Sánchez Gil describiendo un vuelo de prueba como:

[. . . ] Yo mismo he tocado y he visto el aparato elevarse a gran altura. . . El equilibrio más perfecto que le he visto mantener el aparato en el aire fue en los momentos en que el señor García lo dejaba caer, abandonado a su peso, para mostrar la lentitud con la que, en un caso dado y sin el menor peligro, se realiza un descenso. Podría hacerse, cuando por alguna razón el motor o cualquier otra parte del aparato lo privaría de su impulso inicial [. . . ]

El mismo artículo muestra que García luego se acercó a los directores del Centro de Aviación para recomendar la disolución de dicha organización. Descartó el Poliplano como una pérdida financiera. Se informa que el avión permaneció en la pista de aterrizaje de Sabana de Pontón donde se descompuso.

## Muerte
García murió en 1916 después de luchar contra una fiebre alta. Tenía 34 años, 10 días antes de cumplir 35 años.

## Girocóptero
En 1983, el hijo de García, Tirso de Jesús García Fernández, construyó y voló un girocóptero llamado Cabra Loco, desde Puerto Rico hasta la República Dominicana. 